# Poloaktivní radarové navádění

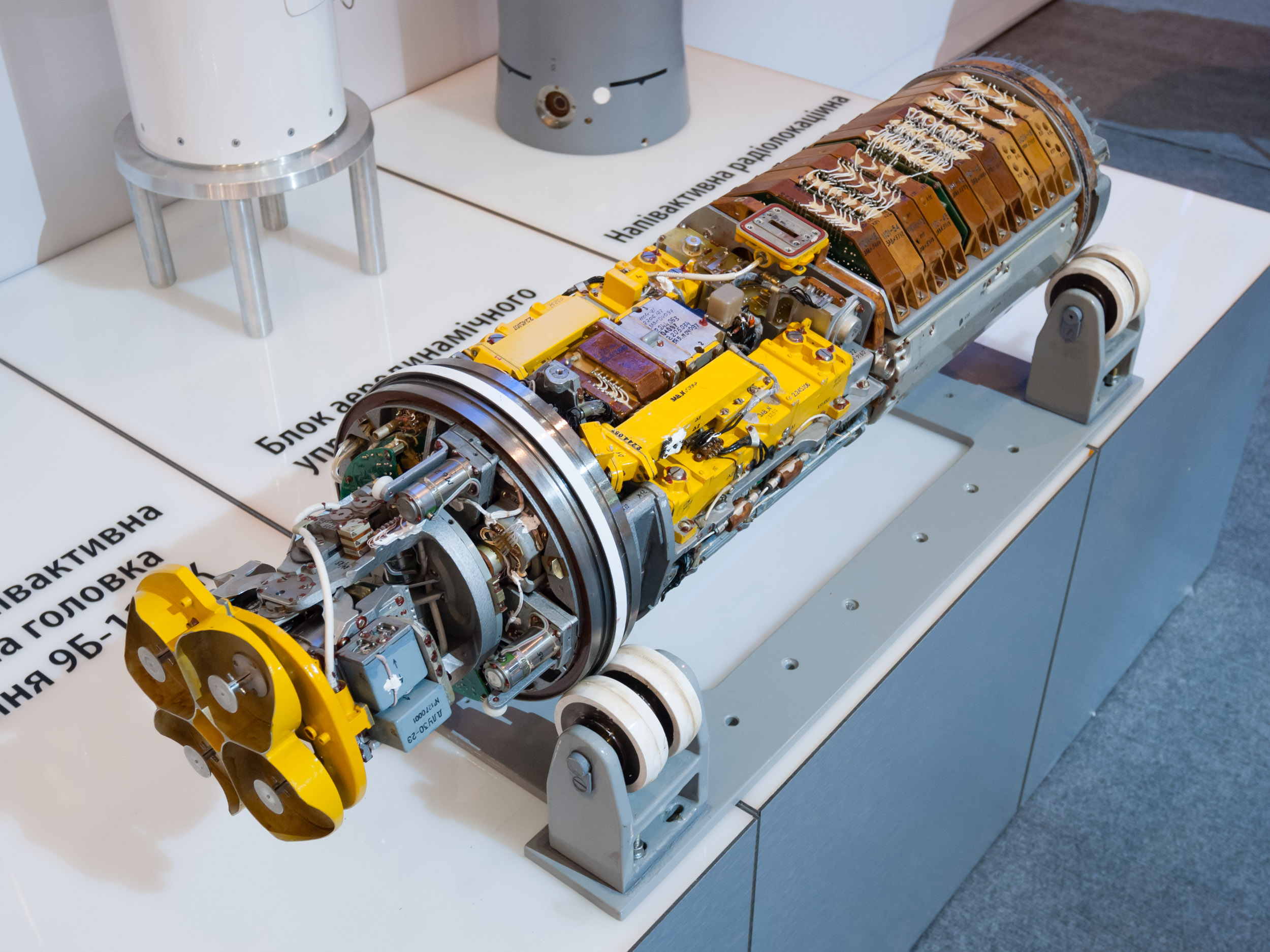
Hlavice poloaktivního radarového navádění 9B-1101K sovětské řízené střely R-27

Poloaktivní radarové navádění nebo poloaktivní radiolokační navádění (anglicky Semi-active radar homing, zkratkou SARH) je jeden ze způsobů návádění řízených střel, zejména typu vzduch-vzduch dlouhého doletu a země-vzduch. Na rozdíl od novějšího aktivního radarového navádění střela neobsahuje radarový vysílač, ale jen přijímač signálu, navádí ji radar umístěný mimo střelu (v letadle, na pozemním stanovišti, na lodi apod.).
Protože téměř všechny detekční a sledovací systémy sestávají z radarového systému, základní myšlenkou u tohoto způsobu navádění je, že duplikování tohoto hardwaru je na samotné střele nadbytečné. Hmotnost vysílače navíc snižuje dosah jakéhokoli letícího objektu, takže pasivní systémy mají větší dosah. Rozlišení radaru navíc velmi souvisí s fyzickou velikostí antény, v malém příďovém kuželu střely není dostatek místa pro zajištění přesnosti potřebné pro navádění. Zato větší radarová anténa na zemi nebo na mateřském letadle poskytne snadno potřebný signál. Střela tak jednoduše zachycuje signál odražený od cíle a podle něj se orientuje.
Obdobný způsob navádění, kdy je k ozařování cíle použit místo radiolokátoru laser, se nazývá poloaktivní laserové navádění (Semi-active Laser Homing, zkratkou SALH).

## Radioelektronický boj
Řízené střely jsou samozřejmě jedním z cílů radioelektronického boje (např. letadla jsou vybavena zařízeními zvanými elektronická protiopatření, Electronic CounterMeasures, ECM), obsahují proto elektronická ochranná opatření (Electronic Protective Measures (EPM) nebo též Electronic Counter-CounterMeasures (ECCM), elektronická proti-protiopatření), v podstatě zařízení proti rušení signálu.